# Đại Vizia
Đại tể tướng (Tiếng Ottoman Thổ Nhĩ Kỳ: صدر اعظم; Sadr-i-Azam) hoặc Vezier-i-Azam (Ottoman Thổ Nhĩ Kỳ: وزیر اعظم), là các vị quan trực tiếp giúp việc cho Sultan cai quản triều chính của quốc gia Ottoman.

## Từ gốc
"Vizir" nguyên gốc từ chữ Arab vezîr-i âzam nghĩa là "gánh nặng", về sau phát triển nghĩa thành "trách nhiệm" hoặc "kéo tải". Azam có nghĩa là "lớn hơn".

## Lịch sử hình thành
Sau khi Đế quốc được thành lập, quốc vương đầu tiên là Osman Gazi quyết định cử một "cố vấn" (tiếng Thổ Nĩ Kì: görevli bulunmamaktaydı) sẽ cùng ông kiểm soát chính quyền trung ương thời sơ khởi. Về sau, chức "cố vấn" được đổi thành "Đại tể tướng" Ottoman. Con trai thứ năm của Osman, Alaeddin được cử làm Đại Vizir đầu tiên vào năm 1320. Dưới thời Murad I (ông này lần đầu tiên tự xưng là Sultan Ottoman) và các sultan kế nhiệm, chức Đại Vizir phần lớn lọt vào tay của các dòng họ phong kiến lớn như Çandarlı, Sokollu có nhiều quyền lực lớn. Trong năm trị vì đầu tiên của Sultan Bayezid I, các đội quân Janissary (cấm vệ quân) nhiều lần tấn công Byzantine. Đến thời Mehmed II, Đại tể tướng được Sultan trao nhiều quyền hạng và được xem là "phó vương", thay sultan quản lý mọi việc trong cung đình, kể cả đối ngoại. Thời Suleiman I, lần đầu tiên Pargalı Ibrahim Pasha - một cách trái với truyền thống của hasodabaşılık đã được nâng lên Đại tể tướng.
Quyền hạn của Đại Vizir bị suy yếu và tan rã trước sự xâm nhập của phương Tây.

## Danh sách các đại Vizir Ottoman
1. Alâeddin Paşa (1320-1331)
2. Nizamüddin Ahmed Paşa (1331-1348)
3. Hacı Paşa (1348-1359)
4. Sinanüddin Fakih Yusuf Paşa (1359-1364)
5. Çandarlı Kara Halil Hayreddin Paşa (1364-1387)
6. Çandarlı Ali Paşa (1387-1406)
7. Osmancıklı İmamzade Halil Paşa (1406-1413)
8. Amasyalı Beyazıd Paşa (1413-1421)
9. Çandarlı (1.) İbrahim Paşa (1421-1429)
10. Koca Mehmed Nizamüddin Paşa (1429-1439)
11. Çandarlı (2.) Halil Paşa (1439-1453)
12. Zağanos Paşa (1453-1456)
13. Veli Mahmud Paşa (1456-1466)
14. Rum Mehmet Paşa (1466-1469)
15. İshak Paşa (1469-1472)
16. Veli Mahmud Paşa (1472-1474)
17. Gedik Ahmed Paşa (1474-1477)
18. Karamanlı Mehmed Paşa (1477-1481)
19. İshak Paşa (1481-1482)
20. Koca Davud Paşa (1482-1497)
21. Hersekli Ahmed Paşa (1497-1498)
22. Çandarlı (2.) İbrahim Paşa (1498-1499)
23. Mesih Paşa (1499-1501)
24. Hadım Ali Paşa (1501-1503)
25. Hersekli Ahmed Paşa (1503-1506)
26. Hadım Ali Paşa (1509-1511)
27. Koca Mustafa Paşa (1511-1512)
28. Dukakinoğlu Ahmed Paşa (1512-1515)
29. Hadım Sinan Paşa (1515-1515)
30. Hersekli Ahmed Paşa (1515-1516)
31. Hadım Sinan Paşa (1516-1517)
32. Devşirme Yunus Paşa (1517-1517)
33. Pîrî Mehmed Paşa (1517-1523)
34. Pargalı İbrahim Paşa (1523-1536)
35. Ayas Mehmed Paşa (1536-1539)
36. Lütfi Paşa (1539-1541)
37. Hadım Süleyman Paşa (1541-1544)
38. Damat Rüstem Paşa (1544-1553)
39. Kara Ahmed Paşa (1553-1555)
40. Damat Rüstem Paşa (1555-1561)
41. Semiz Ali Paşa (1561-1565)
42. Sokollu Mehmed Paşa (1565-1579)
43. Şemsi Ahmed Paşa (1579-1580)
44. Lala Mustafa Paşa (1580)
45. Koca Sinan Paşa (1580-1582)
46. Kanijeli Siyavuş Paşa (1582-1584)
47. Özdemiroğlu Osman Paşa (1584-1585)
48. Hadim Mesih Mehmed Paşa (1585-1586)
49. Kanijeli Siyavuş Paşa (1586-1589)
50. Koca Sinan Paşa (1589-1591)
51. Serdar Ferhat Paşa (1591-1592)
52. Kanijeli Siyavuş Paşa (1592-1593)
53. Koca Sinan Paşa (1593-1595)
54. Serdar Ferhat Paşa (1595)
55. Koca Sinan Paşa (1595)
56. Tekeli Lala Mehmed Paşa (1595)
57. Koca Sinan Paşa (1595-1596)
58. Damat İbrahim Paşa (1596)
59. Yusuf Sinan Paşa (1596)
60. Damat İbrahim Paşa (1596-1597)
61. Hadım Hasan Paşa (1597-1598)
62. Cerrah Mehmed Paşa (1598-1599)
63. Damat İbrahim Paşa (1599-1601)
64. Yemişçi Hasan Paşa (1601-1603)
65. Malkoç Yavuz Ali Paşa (1603-1604)
66. Sokolluzade Lala Mehmed Paşa (1604-1606)
67. Boşnak Derviş Mehmed Paşa (1606)
68. Kuyucu Murat Paşa (1606-1611)
69. Nasuh Paşa (1611-1614)
70. Öküz Mehmed Paşa (1614-1616)
71. Damat Halil Paşa (1616-1619)
72. Öküz Mehmed Paşa (1619)
73. İstanköylü Çelebi (Güzelce) Ali Paşa (1619-1621)
74. Ohrili Hüseyin Paşa (1621)
75. Dilaver Paşa (1621-1622)
76. Kara Davut Paşa (1622)
77. Mere Hüseyin Paşa (1622)
78. Lefkeli Mustafa Paşa (1622)
79. Gürcü Hadım Mehmed Paşa (1622-1623)
80. Mere Hüseyin Paşa (1623)
81. Kemankeş Kara Ali Paşa (1623-1624)
82. Çerkes Mehmed Ali Paşa (1624-1625)
83. Hafız Ahmed Paşa (1625-1626)
84. Damat Halil Paşa (1626-1628)
85. Hüsrev Paşa (1628-1631)
86. Hafız Ahmed Paşa (1631-1632)
87. Topal Recep Paşa (1632)
88. Tabanıyassı Mehmed Paşa (1632-1637)
89. Bayram Paşa (1637-1638)
90. Tayyar Mehmed Paşa (1638-1638)
91. Kemankeş Kara Mustafa Paşa (1638-1644)
92. Sultanzade Mehmed Paşa (1644-1645)
93. Nevesinli Salih Paşa (1645-1647)
94. Kara Musa Paşa (1647)
95. Hezarpare Ahmed Paşa (1647-1648)
96. Sofu Mehmed Paşa (1648-1649)
97. Kara Murad Paşa (1649-1650)
98. Melek Ahmed Paşa (1650-1651)
99. Siyavuş Paşa (1651-1651)
100. Gürcü Mehmed Paşa (1651-1652)
101. Tarhuncu Ahmed Paşa (1652-1653)
102. Koca Derviş Mehmed Paşa (1653-1654)
103. İbşir Mustafa Paşa (1654-1655)
104. Kara Murad Paşa (1655)
105. Ermeni Süleyman Paşa (1655-1656)
106. Deli Hüseyin Paşa (1656)
107. Zurnazen Mustafa Paşa (1656)
108. Siyavuş Paşa (1656)
109. Boynuyaralı Mehmed Paşa (1656)
110. Köprülü Mehmed Paşa (1656-1661)
111. Köprülü Fazıl Ahmed Paşa (1661-1676)
112. Merzifonlu Kara Mustafa Paşa (1676-1683)
113. Bayburtlu Kara İbrahim Paşa (1683-1685)
114. Sarı Süleyman Paşa (1685-1687)
115. Köprülü Damadı Abaza Siyavuş Paşa (1687-1688)
116. Nişancı İsmail Paşa (1688)
117. Tekirdağlı Bekri Mustafa Paşa (1688-1689)
118. Köprülü Fazıl Mustafa Paşa (1689-1691)
119. Bahadırzade Arabacı Ali Paşa (1691-1692)
120. Merzifonlu Çalık Hacı Ali Paşa (1692-1693)
121. Bozoklu (Bıyıklı) Mustafa Paşa (1694)
122. Sürmeli Ali Paşa (1694-1695)
123. Elmas Mehmed Paşa (1695-1997)
124. Köprülü Amcazade Hacı Hüseyin Paşa (1697-1702)
125. Daltaban Mustafa Paşa (1702-1703)
126. Rami Mehmed Paşa (1703)
127. Kavanoz Ahmed Paşa (1703)
128. Damat Hasan Paşa (1703-1704)
129. Kalaylıkoz Hacı Ahmed Paşa (1704)
130. Baltacı Mehmed Paşa (1704-1706)
131. Çorlulu Damat Ali Paşa (1706-1710)
132. Köprülüzade Damat Numan Paşa (1710)
133. Baltacı Mehmed Paşa (1710-1711)
134. Gürcü Ağa Yusuf Paşa (1711-1712)
135. Silahdar Süleyman Paşa (1712-1713)
136. Hoca İbrahim Paşa (1713)
137. Silahdar Damat Ali Paşa (1713-1716)
138. Hacı Halil Paşa (1716-1717)
139. Nişancı Mehmed Paşa (1717-1718)
140. Nevşehirli Damat İbrahim Paşa (1718-1730)
141. Silahdar Damat Mehmed Paşa (1730-1731)
142. Kabakulak İbrahim Paşa (1731)
143. Topal Osman Paşa (1731-1732)
144. Hekimoğlu Ali Paşa (1732-1735)
145. Gürcü İsmail Paşa (1735-1736)
146. Silahdar Damat Dimetokalı Mehmed Paşa (1736-1737)
147. Muhsinzade Abdullah Paşa (1737)
148. Yeğen Mehmed Paşa (1737-1739)
149. Hacı İvaz Mehmed Paşa (1739-1740)
150. Nişancı Şehla Hacı Ahmed Paşa (1740-1742)
151. Hekimoğlu Ali Paşa (1742-1743)
152. Seyyid Hasan Paşa (1743-1746)
153. Tiryaki Hacı Mehmed Paşa (1746-1747)
154. Seyyid Abdullah Paşa (1747-1750)
155. Divitdar Mehmed Emin Paşa (1750-1752)
156. Çorlulu Köse Bahir Mustafa Paşa (1752-1755)
157. Hekimoğlu Ali Paşa (1755)
158. Naili Abdullah Paşa (1755)
159. Silahdar Bıyıklı Ali Paşa (1755)
160. Yirmisekizzade Mehmed Said Paşa (1755-1756)
161. Çorlulu Köse Bahir Mustafa Paşa (1756-1757)
162. Koca Mehmed Ragıp Paşa (1757-1763)
163. Hamza Hâmid Paşa (1763)
164. Çorlulu Köse Bahir Mustafa Paşa (1763-1765)
165. Muhsinzade Mehmed Paşa (1765-1768)
166. Silahdar Mahir Hamza Paşa (1768)
167. Yağlıkçızade Mehmed Emin Paşa (1768-1769)
168. Moldovancı Ali Paşa (1769)
169. İvazzade Halil Paşa (1769-1770)
170. Silahdar Cihangirli Mehmed Paşa (1770-1771)
171. Muhsinzade Mehmed Paşa (1771-1774)
172. İzzet Mehmed Paşa (1774-1775)
173. Yağlıkçızade Derviş Mehmed Paşa (1775-1777)
174. Darendeli Mehmed Paşa (1777-1778)
175. Kalafat Mehmed Paşa (1778-1779)
176. Silahdar Karavezir Seyyid Mehmed Paşa (1779-1781)
177. İzzet Mehmed Paşa (1781-1782)
178. Yeğen Seyyid Mehmed Paşa (1782)
179. Halil Hamid Paşa (1782-1785)
180. Hazinedar Şahin Ali Paşa (1785-1786)
181. Koca Yusuf Paşa (1786-1789)
182. Kethüda Hasan Paşa (1789)
183. Cezayirli Gazi Hasan Paşa (1789-1790)
184. Rusçuklu Çelebizade Şerif Hasan Paşa (1790-1791)
185. Koca Yusuf Paşa (1791-1792)
186. Melek Mehmed Paşa (1792-1794)
187. Safranbolulu İzzet Mehmed Paşa (1794-1798)
188. Kör Yusuf Ziyaüddin Paşa (1798-1805)
189. Bostancıbaşı Hafız İsmail Paşa (1805-1806)
190. İbrahim Hilmi Paşa (1806-1807)
191. Çelebi Mustafa Paşa (1807-1808)
192. Alemdar Mustafa Paşa (1808)
193. Çavuşbaşı Memiş Paşa (1808-1809)
194. Kör Yusuf Ziyaüddin Paşa (1809-1811)
195. Laz Aziz Ahmed Paşa (1811-1812)
196. Hurşid Ahmed Paşa (1812-1815)
197. Mehmed Emin Rauf Paşa (1815-1818)
198. Burdurlu Derviş Mehmed Paşa (1818-1820)
199. Ispartalı Seyyid Ali Paşa (1820-1821)
200. Benderli Ali Paşa (1821)
201. Hacı Salih Paşa (1821-1822)
202. Deli Abdullah Paşa (1822-1823)
203. Silahdar Ali Paşa (1823)
204. Mehmed Said Galip Paşa (1823-1824)
205. Benderli Mehmed Selim Sırrı Paşa (1824-1828)
206. Topal İzzet Mehmed Paşa (1828-1829)
207. Reşid Mehmed Paşa (1829-1833)
208. Mehmed Emin Rauf Paşa (1833-1839)
209. Koca Hüsrev Mehmed Paşa (1839-1840)
210. Mehmed Emin Rauf Paşa (1840-1841)
211. Topal İzzet Mehmed Paşa (1841-1842)
212. Mehmed Emin Rauf Paşa (1842-1846)
213. Koca Mustafa Reşid Paşa (1846-1848)
214. İbrahim Sarim Paşa (1848)
215. Koca Mustafa Reşid Paşa (1848-1852)
216. Mehmed Emin Rauf Paşa (1852)
217. Koca Mustafa Reşid Paşa (1852)
218. Mehmed Emin Âli Paşa (1852)
219. Damad Mehmed Ali Paşa (1852-1853)
220. Mustafa Naili Paşa (1853-1854)
221. Kıbrıslı Mehmed Emin Paşa (1854)
222. Koca Mustafa Reşid Paşa (1854-1855)
223. Mehmed Emin Âli Paşa (1855-1856)
224. Koca Mustafa Reşid Paşa (1856-1857)
225. Mustafa Naili Paşa (1857)
226. Koca Mustafa Reşid Paşa (1857-1858)
227. Mehmed Emin Âli Paşa (1858-1859)
228. Kıbrıslı Mehmed Emin Paşa (1859)
229. Mütercim Mehmed Rüşdi Paşa (1859-1860)
230. Kıbrıslı Mehmed Emin Paşa (1860-1861)
231. Mehmed Emin Âli Paşa (1861)
232. Keçecizade Fuat Paşa (1861-1863)
233. Yusuf Kâmil Paşa (1863)
234. Keçecizade Fuat Paşa (1863-1866)
235. Mütercim Mehmed Rüşdi Paşa (1866-1867)
236. Mehmed Emin Âli Paşa (1866-1871)
237. Mahmud Nedim Paşa (1871-1872)
238. Mithat Paşa (1872)
239. Mütercim Mehmed Rüşdi Paşa (1872-1873)
240. Ahmed Esad Paşa (1873)
241. Şirvanizade Mehmed Rüşdi Paşa (1873-1874)
242. Hüseyin Avni Paşa (1874-1875)
243. Ahmed Esad Paşa (1875)
244. Mahmud Nedim Paşa (1875-1876)
245. Mütercim Mehmed Rüşdi Paşa (1876)
246. Mithat Paşa (1876-1877)
247. İbrahim Edhem Paşa (1877-1878)
248. Ahmed Hamdi Paşa (1878)
249. Ahmed Vefik Paşa (1878)
250. Mehmed Sadık Paşa (1878)
251. Mütercim Mehmed Rüşdi Paşa (1878)
252. Mehmed Esad Safvet Paşa (1878)
253. Tunuslu Hayreddin Paşa (1878-1879)
254. Ahmed Arifi Paşa (1879)
255. Mehmed Said Paşa (1879-1880)
256. Cenanizade Mehmed Kadri Paşa (1880)
257. Mehmed Said Paşa (1880-1882)
258. Abdurrahman Nureddin Paşa (1882)
259. Mehmed Said Paşa (1882)
260. Ahmed Vefik Paşa (1882)
261. Mehmed Said Paşa (1882-1885)
262. Kâmil Paşa (1885-1891)
263. Ahmed Cevad Paşa (1891-1895)
264. Mehmed Said Paşa (1895)
265. Kâmil Paşa (1895)
266. Halil Rifat Paşa (1895-1901)
267. Mehmed Said Paşa (1901-1903)
268. Avlonyalı Mehmed Ferid Paşa (1903-1908)
269. Mehmed Said Paşa (1908)
270. Kâmil Paşa (1908-1909)
271. Hüseyin Hilmi Paşa (1909)
272. Ahmed Tevfik Paşa (1909)
273. Hüseyin Hilmi Paşa (1909-1910)
274. İbrahim Hakkı Paşa (1910-1911)
275. Mehmed Said Paşa (1911-1912)
276. Ahmed Muhtar Paşa (1912)
277. Kâmil Paşa (1912-1913)
278. Mahmud Şevket Paşa (1913)
279. Said Halim Paşa (1913-1917)
280. Talat Paşa (1917-1918)
281. Ahmed İzzet Paşa (1918)
282. Ahmed Tevfik Paşa (1918-1919)
283. Damat Ferit Paşa (1919)
284. Ali Rıza Paşa (1919-1920)
285. Salih Hulusi Paşa (1920)
286. Damat Ferit Paşa (1920)
287. Ahmed Tevfik Paşa (1920-1922)